# Харе Кришна
Харе́ Кри́шна (санскр. हरे कृष्ण, IAST: Hare Kṛṣṇa) — индуистская мантра на санскрите, которую также называют «махамантра» («великая мантра»). Состоит из 16 слов, которые являются именами Бога на санскрите: Харе, Кришна и Рама. Возможно, самое раннее упоминание мантры «Харе Кришна» содержится в «Калисантарана-упанишаде» — одной из Упанишад, примыкающей к «Яджурведе». В начале XVI века мантра «Харе Кришна» была популяризована в Индии индуистским святым и реформатором Чайтаньей (1486—1534), а начиная с 1960-х годов получила широкую известность за пределами Индии благодаря проповеди кришнаитского гуру Бхактиведанты Свами Прабхупады (1896—1977) и последователей основанной им религиозной организации «Международное общество сознания Кришны».
Считается, что слушание, повторение или пение мантры «Харе Кришна» возвышает сознание практикующего, переводит ум с материалистической платформы на трансцендентную, освобождает от последствий кармы. В гаудия-вайшнавизме считается, что повторение мантры «Харе Кришна» позволяет достичь высшего совершенства жизни — «чистой любви» к Кришне.

## Значение
Бхактиведанта Свами Прабхупада объясняет, что «Харе» — это обращение к энергии преданного служения Богу, персонифицированной формой которой является женская ипостась Бога — Радха. Слово «харе» представляет собой звательный падеж от Хара — одного из имён Радхи. «Кришна» и «Рама» — это имена Бога, которые соответственно переводятся как «Всепривлекающий» и «Всерадующий». Таким образом, текст мантры можно перевести как «О Всепривлекающий, о Всерадующий Бог, о духовная энергия Бога! Прошу, позволь мне преданно служить Тебе».
В индуизме считается, что повторяя имена Бога, человек входит в контакт с Богом во всей Его полноте, так как не существует различия между Богом и Его именами. Согласно кришнаитскому богословию, в имени Кришны присутствует сам Кришна со всеми его атрибутами, в имени Рамы — все аватары, в имени Хара — все шакти. «Рама» в мантре может относиться как к Раме — одной из аватар Вишну/Кришны, так и к Балараме — брату Кришны в его земных играх. Рама — это также одно из имён Кришны, которое означает «услаждающий Радху».
Мантру «Харе Кришна» можно повторять внутренне в уме, шёпотом для себя (джапа) или громко воспевать под аккомпанемент музыкальных инструментов (киртана). Бхактиведанта Свами Прабхупада говорил о практике повторения мантры «Харе Кришна»:
Этот простейший метод медитации рекомендован для нынешнего века. Можно убедиться на практике, что повторение этой маха-мантры, то есть великой песни освобождения, позволяет сразу же ощутить трансцендентный экстаз, приходящий непосредственно из духовной сферы. Повторение мантры Харе Кришна происходит на духовном уровне, поэтому эта звуковая вибрация выходит за рамки всех низших уровней сознания: чувственного, умственного и интеллектуального. Поэтому каждый может принять участие в пении и повторении мантры, и для этого не требуется обладать никакими особыми качествами.
В гаудия-вайшнавизме перед повторением мантры «Харе Кришна» рекомендуется повторить Панча-таттва мантру, чтобы минимизировать всевозможные оскорбления при повторении «Харе Кришна».
В шри-вайшнавизме маха мантру повторяют перед чтением различных священных писаний. В данной традиции мантру начинают читать с Харе Рама (обращением к Раме — аватаре Вишну, явившейся раньше  Кришна аватара. Шри-вайшнавы верят в то, что мантра в итоге приведёт их на Вайкунтху, обитель Вишну.

## Порядок слов

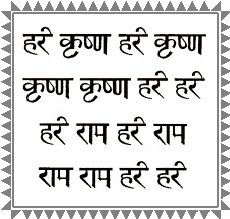
Мантра «Харе Кришна» на санскрите, записанная деванагари.

Мантра «Харе Кришна» состоит из 16 слов, которые являются именами Бога на санскрите: Харе, Кришна и Рама. Существует два варианта мантры, различающиеся последовательностью слов:
| Вариант 1 |                         |  | санскрит:     |
|           | Харе Кришна Харе Кришна |  | हरे कृष्ण हरे कृष्ण |
|           | Кришна Кришна Харе Харе |  | कृष्ण कृष्ण हरे हरे |
|           | Харе Рама Харе Рама     |  | हरे राम हरे राम   |
|           | Рама Рама Харе Харе     |  | राम राम हरे हरे   |

| Вариант 2 |                         |  | санскрит:     |
|           | Харе Рама Харе Рама     |  | हरे राम हरे राम   |
|           | Рама Рама Харе Харе     |  | राम राम हरे हरे   |
|           | Харе Кришна Харе Кришна |  | हरे कृष्ण हरे कृष्ण |
|           | Кришна Кришна Харе Харе |  | कृष्ण कृष्ण हरे हरे |

Одни индийские философские школы считают, что порядок слов в мантрах не имеет значения, тогда как другие утверждают, что при его нарушении мантра теряет свою силу. Последняя точка зрения является более распространённой. Американский индолог Гай Бек выделяет две основных школы в индийской «теологии звука» — спхота и миманса. Каждая из этих школ придерживается своей точки зрения в отношении практики повторения мантр и их влияния на сознание практикующего. Согласно доктрине спхота, порядок слов в мантре не имеет значения и не влияет на эффективность её повторения. Школа миманса придерживается противоположной точки зрения, считая, что нарушение порядка слов в мантре приводит к тому, что мантра теряет свою духовную силу.
Возможно, самое раннее упоминание мантры «Харе Кришна» содержится в «Калисантарана-упанишаде» — тексте, который также является одним из основных письменных источников, в которых приводится и обсуждается мантра «Харе Кришна». В этой упанишаде Нарада получает наставления от Брахмы, в которых Брахма утверждает, что «нет более возвышенной духовной практики», чем повторение мантры «Харе Кришна». С её помощью можно легко освободиться от неблагоприятного влияния Кали-юги и вырваться из круговорота рождений и смертей. В некоторых источниках утверждается, что существует две ранних редакции «Калисантарана-упанишады» — бомбейская и навадвипская. В бомбейской редакции, мантра начинается с «Харе Рама», тогда как в навадвипской — с «Харе Кришна». Также существует апокрифическая история о том, что Чайтанья поменял порядок слов в мантре (с «Харе Рама» на «Харе Кришна»), чтобы дать возможность всем людям, независимо от их социального происхождения, получить благо от её повторения. Сделал он это в связи с тем, что повторять «классический» вариант мантры, начинающийся с «Харе Рама», было дозволено только брахманам.

## История

### В Упанишадах и Пуранах
Практика повторения мантры «Харе Кришна» рекомендуется в Пуранах, Панчаратре и в различной вайшнавской литературе. В «Падма-пуране» (Сварга-канда 50.6) утверждается: «Тот, кто поклоняется Богу всех богов Шри Хари и повторяет Его святые имена маха-мантру, освобождается от самых страшных грехов, которые только можно совершить». Хари — 650-е имя Вишну в «Вишну-сахасранаме», которое, согласно комментарию Шанкары, означает «разрушитель самсары с её причиной — невежеством». Повторяя мантру «Харе Кришна», человек автоматически повторяет имя Хари. Согласно верованиям гаудия-вайшнавов, одно имя Кришны равняется 3 именам Рамы, а одно имя Рамы равно повторению «Вишну-сахасранамы» (т. е. 1000 именам Вишну). Таким образом, одно имя Кришны равняется 3000 именам Вишну или Хари. В «Агни-пуране» говорится: «Любой, кто повторяет эту мантру, даже невнимательно, достигнет высшего совершенства жизни. В этом нет никаких сомнений» В вайшнавском тексте «Ананта-самхита» содержится следующее утверждение: «Эта мантра, состоящая из шестнадцати слов и тридцати-двух слогов, является великой мантрой этого века Кали, с помощью которой все живые существа могут получить освобождение. Никогда не нужно прекращать повторение этой маха-мантры».

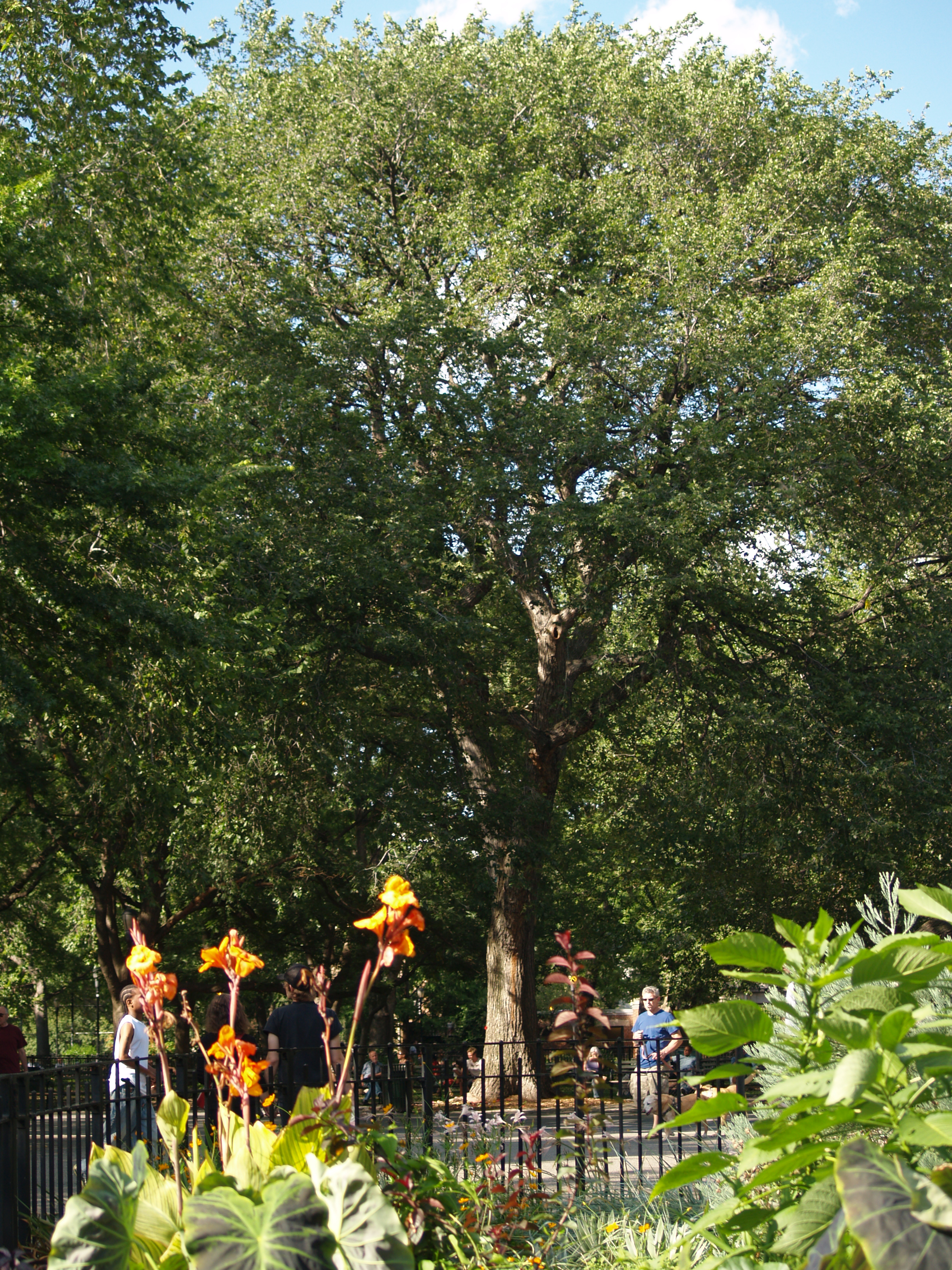
«Дерево Харе Кришна» в Томпкинс-сквер-парке в Нью-Йорке, под которым в 1966 году Бхактиведанта Свами Прабхупада начал первое публичное воспевание мантры «Харе Кришна» за пределами Индии

### Чайтанья и Бхактиведанта Свами Прабхупада
Мантра «Харе Кришна» получила широкую известность в Индии в начале XVI века благодаря вайшнавскому святому Чайтанье, который в это время начал осуществлять свою миссию по распространению публичного воспевания этой мантры (санкиртаны), путешествуя и проповедуя по всей территории Индийского субконтинента. Чайтанья предсказал, что в будущем мантру «Харе Кришна» будут воспевать «в каждом городе и деревне мира».
В 1960-х годах престарелый вайшнавский монах по имени Бхактиведанта Свами Прабхупада, по указанию своего гуру Бхактисиддханты Сарасвати, начал проповедовать учение Чайтаньи за пределами Индии, намереваясь претворить в жизнь пророчество Чайтаньи. С этой целью, в 1966 году он основал в Нью-Йорке вайшнавскую религиозную организацию «Международное общество сознания Кришны». За последние одиннадцать лет своей жизни Бхактиведанта Свами Прабхупада объехал вокруг света четырнадцать раз, основал более ста вайшнавских храмов и сделал мантру «Харе Кришна» известной по всему миру.